# Bitwa w Mogadiszu (1993)
Bitwa w Mogadiszu – jedna z najważniejszych i najbardziej znanych operacji miejskich podczas wojny domowej w Somalii oraz misji UNOSOM II.

## Geneza
Wojska amerykańskie – Task Force Ranger, składające się z kompanii B z 3. batalionu 75 Pułku Rangersów, kilku pododdziałów jednostki specjalnej Delta Force i wsparcia w postaci 160th SOAR (Special Operations Aviation Regiment), 10. Dywizji Górskiej, 4 żołnierzy Navy SEALs oraz kilku sanitariuszy z USAF Pararescue – miały za zadanie rozbicie i schwytanie somalijskiego klanu Habar Gidir pod przywództwem Mohameda Farraha Aidida, który był odpowiedzialny za przechwytywanie dostaw żywności dla głodującej Somalii i masakrę, jakiej dokonano na 24 lub 26 żołnierzach pakistańskich działających z ramienia ONZ.
Jako że wojska ONZ nie mogły sobie poradzić z agresywną i dobrze uzbrojoną milicją klanową, prezydent Bill Clinton wydał rozkaz stworzenia i wysłania do Somalii TFR w celu wsparcia wojsk pokojowych. Dowództwo nad operacją objął gen. William Garrison, legenda sił specjalnych US Army. Człowiek, który odbył kilka tur w czasie wojny w Wietnamie (m.in. brał udział w operacji Feniks), karierę zaczął jako szeregowiec i pokonał wszystkie szczeble hierarchii do stopnia generała.

## Przebieg
Do 3 października żołnierze TFR przeprowadzili wiele udanych akcji przeciw Habar Gidir, głównie nocą, kiedy mogli wykorzystać przewagę sprzętową. Jednak akcja 3 października („Gothic serpent”) została przeprowadzona popołudniem i nie mogła być przełożona na noc. Jej zadaniem było pochwycenie dwóch doradców Aidida, z samych szczytów jego władzy. Cele były na tyle ważne i trudno uchwytne, że gen. Garrison zdecydował się na akcję dzienną, mając pewne informacje, że cele będą w określonym budynku w centrum Mogadiszu. Akcja miała trwać 45 minut. Sygnał rozpoczynający operację (tzw. launch code) to „Irene”, a sygnał rozpoczynający akcję oraz umożliwiający strzelanie do wroga „Lucy”. Śmigłowce Little Bird najpierw ostrzelały rakietami budynek, a potem wysadziły 50 komandosów Delty blisko budynku, a oni dokonali szturmu zabijając kilku strzelających do nich Somalijczyków, natomiast 4 oddziały rangersów (Chalk 1, Chalk 2, Chalk 3, Chalk 4) desantowały się ze śmigłowców Black Hawk na linach z wysokości około 20 metrów w celu zabezpieczenia terenu wokół budynku. Nie wszystko szło gładko od początku misji (podczas zjazdu jeden ranger – szeregowy Todd Blackburn z niewyjaśnionych przyczyn wypadł z helikoptera na ulicę) mimo trudności udało się opanować budynek-cel i pojmać doradców Aidida wraz z 22 ich współpracownikami. Wysłano konwój dowodzony przez sierżanta Strueckera składający się z 3 samochodów Humvee, aby dostarczył do szpitala znajdującego się w ciężkim stanie Blackburna, niedługo później zginął Dominick Pilla, jeden z żołnierzy jadący w tym konwoju. Ostrzeliwując z broni maszynowej bojowników, został trafiony pociskiem w głowę.
W czasie przygotowań do ewakuacji konwoju z więźniami, dowodzonego przez ppłk. McKnighta, został zestrzelony pierwszy Black Hawk, pilotowany przez Cliffa „Elvisa” Wolcotta. Natychmiast skierowano na miejsce katastrofy oddziały, których dotychczasowym zadaniem było zabezpieczanie terenu wokół budynku-celu oraz konwój, który miał zabrać rannych. W wyniku opóźnień w komunikacji i trudnej sytuacji taktycznej w mieście konwoje błądziły, ostrzeliwane przez milicję Aidida, krążąc kilka przecznic od śmigłowca. Na miejscu katastrofy sierżant Busch z Delta Force, który przeżył upadek śmigłowca, bronił się sam, ostrzeliwany przez Somalijczyków, niedługo później został ewakuowany do szpitala śmigłowcem Little Bird, jednak nie przeżył z powodu ciężkich ran.
Na miejsce wysłano śmigłowiec ratunkowy z sanitariuszami, gdyż w śmigłowcu byli ranni (sierżant Tom Wilkinson, dowódca grupy medycznej, za uratowanie ludzi podczas ciągłego ostrzału otrzymał Srebrną Gwiazdę). W bezpośrednie pobliże pierwszego zestrzelonego śmigłowca dotarł oddział Chalk 1, dowodzony przez porucznika DiTomaso, oraz Chalk 4, dowodzone przez sierżanta Eversmanna. Pozostałe oddziały rangers dowodzone przez kapitana Steele’a oraz żołnierze Delta Force utknęli wzdłuż ulicy prowadzącej do miejsca katastrofy.
Po 20 minutach zestrzelony został drugi śmigłowiec, pilotowany przez Michaela Duranta. Żołnierze Delty, Gary Gordon i Randy Shughart, zgłosili się ochotniczo do ochrony tego śmigłowca, mając świadomość, że nieznany jest czas przybycia posiłków, które mogłyby ich wesprzeć. Michael Durant prawdopodobnie zawdzięcza im życie, gdyż jako jedyny przeżył upadek śmigłowca i ze złamaną nogą oraz rozlicznymi ranami został wyciągnięty przez Gordona i Shugharta z maszyny, a potem ukryty w budynku. Żołnierze bronili śmigłowca i rannego pilota w obliczu dziesiątek atakujących Somalijczyków. Obaj ponieśli śmierć w czasie dramatycznej walki. Zostali jako pierwsi od czasu wojny w Wietnamie pośmiertnie odznaczeni Medalami Honoru. Uratowany z katastrofy pilot nie został zbiegiem okoliczności zabity przez Somalijczyków, lecz pobity i wzięty do niewoli, z której został zwolniony po jedenastu dniach z poważnym uszczerbkiem na zdrowiu psychicznym.
„Zgubiony konwój” ppłk. McKnighta z 9 samochodami w wyniku poniesionych ciężkich strat musiał wycofać się do bazy. Wtedy ponad 100 żołnierzy rangers i Delta Force zostało odciętych we wrogim mieście. Gen. Garrison zawiadomił o sytuacji pakistański kontyngent ONZ, stacjonujący na stadionie. Zaczęto formować potężny konwój, składający się z czołgów, transporterów opancerzonych, żołnierzy 10. Dywizji Górskiej, pakistańskich i malezyjskich żołnierzy oraz pozostałości grup szturmowych rangers. Dowodzenie – mimo poważnych ran – przejął ppłk McKnight.
Na miejscu pierwszej katastrofy żołnierze bronili się przed nocnym wzmożonym ostrzałem moździerzy, masowym atakiem milicji oraz cywilów sięgających po broń. Przewaga była tak wielka, że trzeba było wezwać wsparcie dwóch śmigłowców Little Bird z karabinami maszynowymi Minigun i rakietami, aby ostrzelały pozycje somalijskiej milicji.
Mimo braku amunicji i zmęczenia żołnierze utrzymali się – o 2:05 konwój ONZ dotarł do nich, zabierając rannych i poległych. Były trudności, gdyż trzeba było przepiłować część śmigłowca, aby wydostać ciało pilota Wollcota, a sami rangersi z braku miejsc musieli biegiem dotrzeć do oddalonego o 2 km stadionu, ostrzeliwani i prawie bez amunicji.

## Skutki
W czasie akcji rannych zostało 73 amerykańskich żołnierzy, a 18 poniosło śmierć. Zginął 1 żołnierz malezyjski (PFC Mat Aznan Awang), 1 żołnierz pakistański i 300-2000 Somalijczyków (tak duża jest rozbieżność w stratach podawanych przez różne źródła), w tym liczni cywile.
Straty w szeregach US Army:
- CW2 Donovan „Bull” Briley (l. 33)
- SSG Daniel Busch (l. 25)
- SPC James Cavaco (l. 26)
- SSG William Cleveland (l. 34)
- SSG Thomas Field (l. 25)
- SFC Earl Fillmore (l. 28)
- CW4 Raymond Frank (l. 45)
- MSG Gary Gordon (l. 33)
- SGT Cornell Houston (l. 31)
- SGT Casey Joyce (l. 24)
- PFC Richard „Alphabet” Kowalewski (l. 20)
- PFC James Martin Jr. (l. 23)
- MSG Timothy „Griz” Martin (l. 38)
- SGT Dominick Pilla (l. 21)
- SGT Lorenzo Ruiz (l. 27)
- SFC Randy Shughart (l. 35)
- CPL Jamie Smith (l. 21)
- CW3 Clifton „Elvis” Wolcott (l. 36)

Akcja ta została negatywnie oceniona, pomimo wykonania założeń i prawidłowego przeprowadzenia. Prezydent Bill Clinton, pod naciskiem opinii publicznej, rozkazał wycofanie sił USA z Somalii. Kongres Stanów Zjednoczonych uchwalił także, żeby każdy żołnierz United States Army przechodził szkolenie antyterrorystyczne.

## Odniesienia w kulturze masowej
Bitwa w Mogadiszu była tematem książek: Helikopter w ogniu (Black Hawk Down: A Story of Modern War) amerykańskiego dziennikarza Marka Bowdena, na której podstawie powstał film Helikopter w ogniu (Black Hawk Down) nakręcony w 2001 r. przez Ridleya Scotta, a także książek uczestników bitwy:
- The Battle of Mogadishu autorstwa Matta Eversmanna,
- In the Company of Heroes autorstwa Mike’a Duranta
- SEAL Team Six: Memoirs of an Elite Navy SEAL Sniper autorstwa Howarda E. Wasdina.

Powstała także gra komputerowa Delta Force: Helikopter w ogniu.